# Bulbophyllum arachnoideum
Bulbophyllum arachnoideum là một loài phong lan thuộc chi Bulbophyllum.